# Saint-Philippe (Québec)
Saint-Philippe è un comune del Canada, situato nella provincia del Québec, nella regione di Montérégie.